# Le rose del deserto
Pour plus de détails, voir Fiche technique et Distribution.
Le rose del deserto (traduction littérale : Les Roses du désert) est un film italien sorti en 2006. Il s'agit du dernier film réalisé par Mario Monicelli. 
Le film est librement inspiré du roman Il deserto della Libia de Mario Tobino.

## Synopsis
Au cours de la Seconde Guerre mondiale, un groupe de soldats italiens est envoyé en Égypte afin de porter assistance à la population locale. La compagnie qui doit recevoir les directives du duce Benito Mussolini perd le contact avec l'Italie. Bientôt, les membres de la brigade, qui est formée d'un ensemble de personnages curieux et pittoresques, se familiarisent avec les coutumes locales et oublient leurs devoirs de soldats. Cependant, la guerre impose sa présence avec la rencontre d'un ardent missionnaire (Michele Placido) qui traverse le désert avec une troupe d'Allemands. Les hostilités reprennent et les soldats reprennent les armes, mais leur appréciation de la guerre a changé, la considérant inutile, alors qu'ils pourraient vivre heureux dans l'oubli sur cette terre belle et riche par sa culture…

## Fiche technique
- Décorateur: Baraldi
- Art Dirctor : Hakouna moncef

## Distribution
- Michele Placido : frère Simeone
- Giorgio Pasotti : lieutenant Marcel Salvi
- Alessandro Haber : major Stefano Strucchi
- Moran Atias : Aisha
- Danilo De Summa : soldat
- Tatti Sanguineti : général
- Fulvio Falzarano : sergent Barzottin
- Claudio Bigagli : soldat
- Stefano Scandaletti : soldat